# Morti nel 1356
| Questa pagina contiene informazioni ricavate automaticamente dalle voci biografiche con l'ausilio del template Bio e di un bot. L'aggiornamento è periodico e automatico e ricostruisce completamente la pagina. Se manca una persona in questa lista, sei pregato di non aggiungerla, ma accertati piuttosto che la sua voce biografica contenga il template Bio e che i dati anagrafici siano correttamente compilati. Se il template Bio manca, inseriscilo tu stesso o, in alternativa, metti l'avviso {{tmp\|Bio}} che ne segnala la mancanza. Se i dati riportati sono sbagliati, correggi direttamente la voce biografica; le modifiche saranno visibili in questa lista entro pochi giorni. Per chiarimenti vedi il progetto biografie. La lista contiene solo le 25 persone che sono citate nell'enciclopedia e per le quali è stato implementato correttamente il template Bio. Pagina aggiornata al 13 gen 2025. |

- 10 gennaio - Toqto'a, storico e politico cinese (n. 1314)
- 29 gennaio - Guglielmo da Cremona, vescovo cattolico italiano (n. 1270)
- 11 marzo - Giovanni di Beaumont, nobile olandese (n. 1288)
- 12 marzo - Rodolfo I di Sassonia-Wittenberg, nobile tedesco (n. 1284)
- 5 aprile - Filippino Gonzaga, condottiero italiano
- 8 giugno - Elizabeth de Badlesmere, nobile inglese (n. 1313)
- 19 giugno - Michelina da Pesaro, religiosa italiana (n. 1300)
- 21 giugno - Bolko II di Opole, nobile polacco
- 23 giugno - Margherita II di Hainaut, contessa (n. 1311)
- 8 agosto - Giovanni Gradenigo, doge
- 27 agosto - Beraldo I delfino d'Alvernia, nobile francese
- 19 settembre - Pietro I di Borbone, nobile francese (n. 1311)
- 19 settembre - Jean de Clermont, militare francese
- 19 settembre - Goffredo di Charny, cavaliere medievale e scrittore francese
- 19 settembre - Gualtieri VI di Brienne, nobile francese
- 11 ottobre - Pasteur de Sarrats, cardinale e arcivescovo cattolico francese
- 19 ottobre - Giovanna de Geneville, II baronessa di Geneville, nobile britannica (n. 1286)
- 20 dicembre - Gaillard de la Mothe, cardinale francese
- Jacopo Acciaiuoli, politico italiano
- Paolo Liazari, giurista italiano
- Lippo Memmi, pittore italiano
- Pier Saccone Tarlati, condottiero italiano (n. 1261)
- Beccario de' Beccaria, politico e giurista italiano
- Abu l-Fath as-Samiri, scrittore arabo
- Hasan-e Bozorg, sovrano mongolo